# Patto di non aggressione sovietico-polacco
Il patto di non aggressione sovietico-polacco (in polacco: Polsko-radziecki pakt o nieagresji, in russo: Pakt o nenapadenii mezhdu SSSR i Pol'shey) fu un trattato internazionale di non aggressione firmato nel 1932 da rappresentanti della Polonia e dell'Unione Sovietica. Il patto fu rotto unilateralmente dall'URSS il 17 settembre 1939 con l'invasione sovietica della Polonia.

## Contesto storico e trattative
Dopo la guerra russo-polacca, le autorità polacche perseguirono una politica di "eguale distanza" tra la Germania e l'Unione Sovietica: la maggior parte del politici polacchi, sia di destra che di sinistra, credevano che la Polonia dovesse confidare soprattutto sull'alleanza con la Francia, che risaliva alla prima guerra mondiale e non dovesse quindi sostenere né la Germania né l'URSS. Per normalizzare i contatti bilaterali con l'URSS, iniziarono le trattative nel gennaio 1926, per stipulare un patto di non aggressione. Il trattato doveva rafforzare le conquiste polacche ottenute con la pace di Riga e doveva essere bilanciato con un patto simile da stipulare con la Germania.
Le trattative con la Germania non iniziarono, e anche quelle polacco-sovietiche furono interrotte nel giugno 1927, dopo che la Gran Bretagna ruppe le relazioni diplomatiche con l'Unione Sovietica e dopo che il plenipotenziario sovietico Volkov fu ucciso. La Polonia invece applicò il patto Briand-Kellogg del 1928. I negoziati polacco-sovietici ripresero a Mosca nel 1931 e il patto fu finalmente firmato il 25 luglio 1932 e fu dichiarato valido per tre anni. Il 5 maggio 1934 fu esteso fino al 31 dicembre 1945 senza emendamenti. Tra gli altri argomenti, entrambe le parti erano d'accordo a rinunciare alla violenza nelle relazioni bilaterali, a risolvere i problemi attraverso negoziati e di evitare i conflitti armati o alleanze che avrebbero indebolito l'altra parte.
Il 23 settembre 1938 l'URSS inviò una nota al governo polacco informandolo che il patto sarebbe stato considerato nullo se la Polonia avesse partecipato all'occupazione della Cecoslovacchia, ma questo non accadde perché il governo sovietico dichiarò il 31 ottobre, dopo che la Polonia occupò la parte cecoslovacca della città di Cieszyn (Český Těšín), che il patto era ancora in vigore. Il trattato fu ancora rinnovato il 26 novembre 1938, ma venne brutalmente rotto dai sovietici il 17 settembre 1939, quando l'Armata Rossa si unì alle forze della Germania nazista nell'invasione della Polonia, in accordo con i protocolli segreti del Patto Molotov-Ribbentrop. Al momento della stipula, il patto fu considerato come il maggior successo della diplomazia polacca. Ciò rinforzò anche le posizioni polacche nei negoziati con la Germania, il che si vide con la firma del patto di non aggressione tedesco-polacco 18 mesi dopo.